# Pedro Fenollar
Pedro Fenollar (Madrid, 29 de noviembre de 1923-Málaga, 24 de septiembre de 1985) fue un actor español, que participó básicamente en roles secundarios en una sesentena películas a lo largo de su carrera cinematográfica, iniciada a mediados de la década de 1950 y finalizada a finales de la década siguiente.

## Filmografía completa
- El beso de Judas (1954)
- La patrulla (1954)
- El indiano (1955)
- ¡Aquí hay petróleo! (1955)
- Embajadores en el infierno (1956)
- La espera (1956)
- El Cristo de los Faroles (1958)
- Aquellos tiempos del cuplé (1958)
- Una mujer para Marcelo (1958)
- Héroes del aire (1958)
- Los clarines del miedo (1958)
- Venta de Vargas (1958)
- Los últimos días de Pompeya (1959)
- La vida alrededor (1959)
- Los tramposos (1959)
- El gafe (1959)
- El baile (1959)
- Duelo en la cañada (1959)
- Sólo para hombres (1960)
- Mi calle (1960)
- Amor bajo cero (1960)
- Fray Escoba (1961)
- Festival en Benidorm (1961)
- Los pedigüeños (1961)
- Der Teppich des Grauens (1962)
- Hipnosis (1962)
- Accidente 703 (1962)
- El sheriff terrible (1962)
- Escuela de seductoras (1962)
- Una isla con tomate (1962)
- Cupido contrabandista (1962)
- Vuelve San Valentín (1962)
- Melodías de hoy (1962)
- Autopsia de un criminal (1963)
- La fuente mágica (1963)
- El vengador de California (1963)
- Millonario por un día (1963)
- El sabor de la venganza (1963)
- El Secreto del Dr. Orloff (1964)
- La muerte silba un blues (1964)
- Brandy (1964)
- Antes llega la muerte (1964)
- Alerte a Gibraltar (1964)
- La chica del gato (1964)
- Marc Mato, agente S. 077 (1965)
- Rebeldes en Canadá (1965)
- Uncas, el fin de una raza (1965)
- Aventuras del Oeste (1965)
- Secuestro en la ciudad (1965)
- Ringo e Gringo contro tutti (1966)
- Zampo y yo (1966)
- Los ojos perdidos (1966)
- Proceso a una estrella (1966)
- Un hombre vino a matar (1967)
- Aquí mando yo (1967)
- Dos hombres van a morir (1967)
- Satanik (1968)
- Comandos (1968)
- No somos ni Romeo ni Julieta (1969)
- Vamos por la parejita (1969)